# Grigore Gheba
Grigore Gheba (n. 15 august 1912, Poienița, România – d. 6 septembrie 2004, București, România) a fost un general de armată și profesor de matematică român. A scris peste 30 de culegeri de probleme de matematică, tipărite în peste 6 milioane de exemplare. Prima culegere sub semnătura sa a apărut în 1948; a fost o culegere de nivel elementar și mediu, în special de algebră și geometrie.
Strănepotul său, Dan Andrei Geba, este de asemenea un matematician valoros.

## Viața

### Militar în timpul celui de-al Doilea Război Mondial
A urmat liceul la Râmnicu-Sărat.  Apoi a făcut școala de ofițeri la Bacău, obținând gradul de sublocotenent.  În 1936 s-a căsătorit cu Lilica Popescu.  La începutul războiului a luptat pe front la artilerie împotriva rușilor, în Transnistria.  În 1942 a căzut prizonier și a trecut prin 3 lagăre de prizonieri.  A fost prizonier în lagărele din Siberia, în timpul celui de-al Doilea Război Mondial.  Grigore Gheba s-a înscris apoi în Divizia Tudor Vladimirescu și a luptat împotriva nemților.  A fost rănit de două ori și a primit 8 decorații.
Grigore Gheba a participat la luptele de la cotul Donului, o tragică operațiune militară din istoria Armatei Române, unde au murit peste 150.000 de soldați.  A scăpat cu viață, dar a fost capturat de ruși și ținut prizonier un an.

### Prefect și profesor de matematică
După război, a fost numit prefect al județului interbelic Râmnicu-Sărat în 1947..  Din cauza conflictelor cu autoritățile comuniste (Grigore Gheba a refuzat constant să devină membru al Partidului Comunist Român) a demisionat din funcția de prefect și s-a dedicat matematicii.
După experiența administrativă nereușită, a urmat Facultatea de Matematică de la Universitatea București. Prima sa culegere de matematică a apărut în 1958, iar ultima în 2004, când împlinise deja 91 de ani. Faima lui Gheba a atins maximul prin anii 1975.
Considerat cel mai important autor de culegeri de matematică din România, Gheba a fost un om al cărui destin a fost presărat cu numeroase dezamăgiri. În 1975 i s-a interzis să-și mai publice culegerile, din cauză că devenise prea celebru în propria-i țară, lucru care i-a deranjat pe șefii partidului comunist.

### Viață personală
În 1957, la doi ani după moartea primei soții, s-a recăsătorit cu Lucreția.
La 6 septembrie 2004, dimineața, a făcut un atac de cord. A murit fără să-și termine noile culegeri pe care se pregătea să le publice.

## Cărți publicate
- Culegere de probleme și exerciții rezolvate pentru admiterea în învățământul mediu, Editura Tipografia și Litografia Învațământului, 1958;
- Culegere de exerciții și probleme de matematică pentru examenul de admitere în învățământul mediu, Editura Didactică și Pedagogică, 1964;
- Culegere de exerciții și probleme de matematică pentru examenul de admitere în licee și școli profesionale, Editura Didactică și Pedagogică, 1967, 1991;
- Exerciții și probleme de matematică pentru concursurile de admitere în licee și școli profesionale, Editura Didactică și Pedagogică, 1969;
- Exerciții și probleme de matematică pentru concursurile de admitere în licee, Editura Didactică și Pedagogică, 1971;
- Exerciții și probleme de matematică - Clasele V-VIII, Editura Didactică și Pedagogică, 1975;
- Exerciții și probleme de matematică pentru clasele V-IX, Editura Icar, 1992;
- Exerciții și probleme de matematică - Clasele V-X, Editura Pan General, 1993, 1997;
- 1350 de exerciții și probleme pentru elevii claselor III-VIII. Teste pentru examenul de Capacitate. Concursul de admitere în liceu, Editura Universal Pan, 1998;
- Teme importante în studiul matematicii. Teme date și propuse pentru admiterea în liceu 1990-1997, Editura Didactică și Pedagogică, 1998;
- Între viață și moarte, autobiografie, Editura Publistar, 1993;
- Teme fundamentale în studiul matematicii - Clasele IV-X, Editura Univers, 2003.